# Melopee
Melopee is een gedicht van de Antwerpse schrijver Paul van Ostaijen. Het verscheen in de bundel Nagelaten Gedichten (1928), die postuum uitgebracht werd. Het gedicht werd opgedragen aan Gaston Burssens.

## Genre
Een ‘melopee’ is een ritmische zangspraak, een droevige melodie, een soort recitatief ter begeleiding van een voordracht. Melopee is een typisch voorbeeld van het organisch expressionisme. De vorm volgt de inhoud.

## Betekenis
Het gedicht ademt een bijna-stilstand, "een uiterst trage beweging", met "een hoofdrol voor de witregel", die er als het ware een syncope in vormt. Het is symbolisch op te vatten, en is dan "een verslag van Paul van Ostaijens leven." Alles lijkt in elkaar te schuiven, maar het zo vloeiende gedicht eindigt in mineur, met "als filosofische gedachte: wat heeft alles voor zin?"

## Vorm
Van Ostaijen zelf noemde  Melopee in 1925  een voorbeeld van een "zuiver formeel-thematiese ontwikkeling". Hij wilde een melopee schrijven op een thema: "een stelling als het ware: 'Onder de maan schuift de lange rivier'. Die zin wordt vervolgens 'uitgerekt' door er telkens een nieuw element aan toe te voegen." Het gedicht nadert zo dicht tot een muziekstuk.

## Tekst
.
Melopee
Voor Gaston Burssens
Onder de maan schuift de lange rivier
Over de lange rivier schuift moede de maan
Onder de maan op de lange rivier schuift de kano naar zee
Langs het hoogriet
langs de laagwei
schuift de kano naar zee
schuift met de schuivende maan de kano naar zee
Zo zijn ze gezellen naar zee de kano de maan en de man
Waarom schuiven de maan en de man getweeën gedwee naar de zee
.

## Bron
- Paul van Ostaijen, Verzamelde gedichten. Tekstverzorging en verantwoording Gerrit Borgers. Amsterdam: Prometheus/Bert Bakker,  11e druk 1996.

## Noot
1. ↑  Rik Wouters, Klassieker 9: Paul van Ostaijen – Melopee, . Gearchiveerd op 6 september 2024.
2. ↑  Ibidem
3. ↑  Weblog van Fred Tak (2019),
4. ↑  Gerrit Borgers (1966), Paul van Ostaijen. Een documentatie, p. 687, . Gearchiveerd op 31 augustus 2022.
5. ↑  Jacques Giesen, 'Gedichten langs de Geul -- 15: Melopee', . Gearchiveerd op 24 april 2024.